# Laxoa
Le laxoa est une spécialité du jeu de pelote basque.

Ce jeu direct, issu de la longue paume, a quasiment disparu en France. Cependant, on peut encore voir quelques parties dans la vallée de Baztan. Il ressemble au rebot, mais le gant utilisé est en cuir et plus long que celui de la pasaka. La partie se joue en 9 jeux ; le décompte est identique à celui du rebot (15, 30, 40, jeu).

## Règles du jeu
Le laxoa se pratique en extérieur sur la place du village, en équipes de 4 joueurs. Ce jeu peut se dérouler n’importe où puisqu’aucun mur n’est nécessaire. Cependant, les joueurs peuvent se servir de ce qui se trouve à cet endroit pour faire rebondir la pelote (arbre, muret…). Il suffit de fixer les règles avant la partie. Sur l’aire de jeu, à une des extrémités est placé un buttoir. Il peut également s’y trouver de façon permanente. Le butoir est une plaque souvent de marbre inclinée posée sur un trépied. Cependant, la technique impose de ne pas trop la faire rebondir, elle doit plutôt être basse. 
Les joueurs utilisent le même geste qu’au pasaka, le xirrist (coup glissé). Ils butent avec le gant. Le jeu démarre du butoir, un joueur fait rebondir la pelote dessus de sa main libre et de sa main gantée la lance vers l’équipe adverse, qui la refrappe pour la renvoyer dans le camp de la première équipe, et les échanges s’ensuivent comme tel.
La cancha (aire de jeu) est délimitée avant la partie en deux camps, un camp buteur (dans lequel se trouve le butoir), et un camp "du refil". Les limites peuvent changer au cours du jeu. 
Le laxoa est un jeu inscrit à l'Inventaire du patrimoine culturel immatériel en France.